# Prohibice

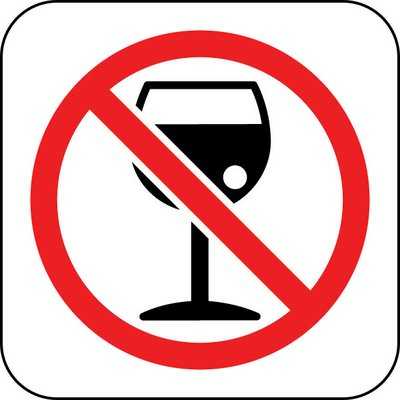
Prohibice

Prohibice (lat. prohibitio – zákaz) je zákaz, obvykle se prohibicí rozumí absolutní zákaz produkce a distribuce alkoholu v rámci boje proti alkoholismu, snížení ekonomických škod či z bezpečnostních, náboženských nebo jiných důvodů. V širším smyslu se pojem prohibice někdy používá i pro zákazy související s jinými drogami.
Například mezi lety 1914–1933 byla postupně uplatněna v USA, v evropských severských státech a v SSSR. Nakonec od ní všechny státy odstoupily (v severských zemích byla pouze zmírněna). Obecně platí ve většině států prohibice prodeje i konzumace pro děti a mládež do věku stanoveného v příslušné zemi, v některých státech jsou prodej či konzumace alkoholu regulovány, například je prodej povolen jen ve speciálních prodejnách nebo je zakázána konzumace na veřejných či jinak vymezených místech.
V některých státech (některé státy USA, Latinská Amerika, Filipíny, Thajsko) je i v současné době uplatňována tzv. volební prohibice, kdy je zakázán prodej alkoholických nápojů během probíhajících voleb. Toto opatření bylo zavedeno i v Československu, naposledy během komunálních voleb v Praze roku 1994.

## Historie
Pokusy se zaváděním prohibice sahají do starověku.[zdroj⁠?!] Zmínky o opatřeních zamezující přístup k alkoholu obsahuje i Chammurapiho zákoník.
Alkoholické nápoje byly zakázány také během 5. století v Číně. Porušení tohoto nařízení se mělo trestat stětím hlavy. V Egyptě, na přelomu 10. a 11. století, vydal v souladu s koránem zákaz konzumace vína a dovozu opojných nápojů chalífa Al-Hakim.
Za Karla Velikého sice lidé v jeho říši víno pít mohli, ale opilci byli exemplárně trestáni bičováním nebo museli na pranýř. Později se ve středověké Francii alkohol konzumoval v poměrně velké míře. Vláda konzumaci neomezovala – daně z alkoholických nápojů ji zvyšovaly příjmy.
Na území dnešních Spojených států byl prodej rumu a dalších destilátů znemožněn zákonem z roku 1735 v Georgii. Zákaz se příliš nedodržoval a sedm let poté rozhodli zákonodárci o jeho zrušení. Od 20. let 19. století probíhala v USA osvětová protialkoholická činnost. Američané byli, co se týče pití alkoholu, pod vlivem protestantské víry i tzv. neorepublikánských myšlenek, pro které byla typická střídmost a bezúhonnost – a tedy i zdrženlivost v případě pití alkoholických nápojů. Obchod s destiláty byl zakázán v roce 1841 v Maine a následně během čtyř let i v dalších dvanácti amerických státech. Úřady si ovšem nedokázaly dodržování příslušných zákonů vynutit.

## Prohibice ve Spojených státech amerických

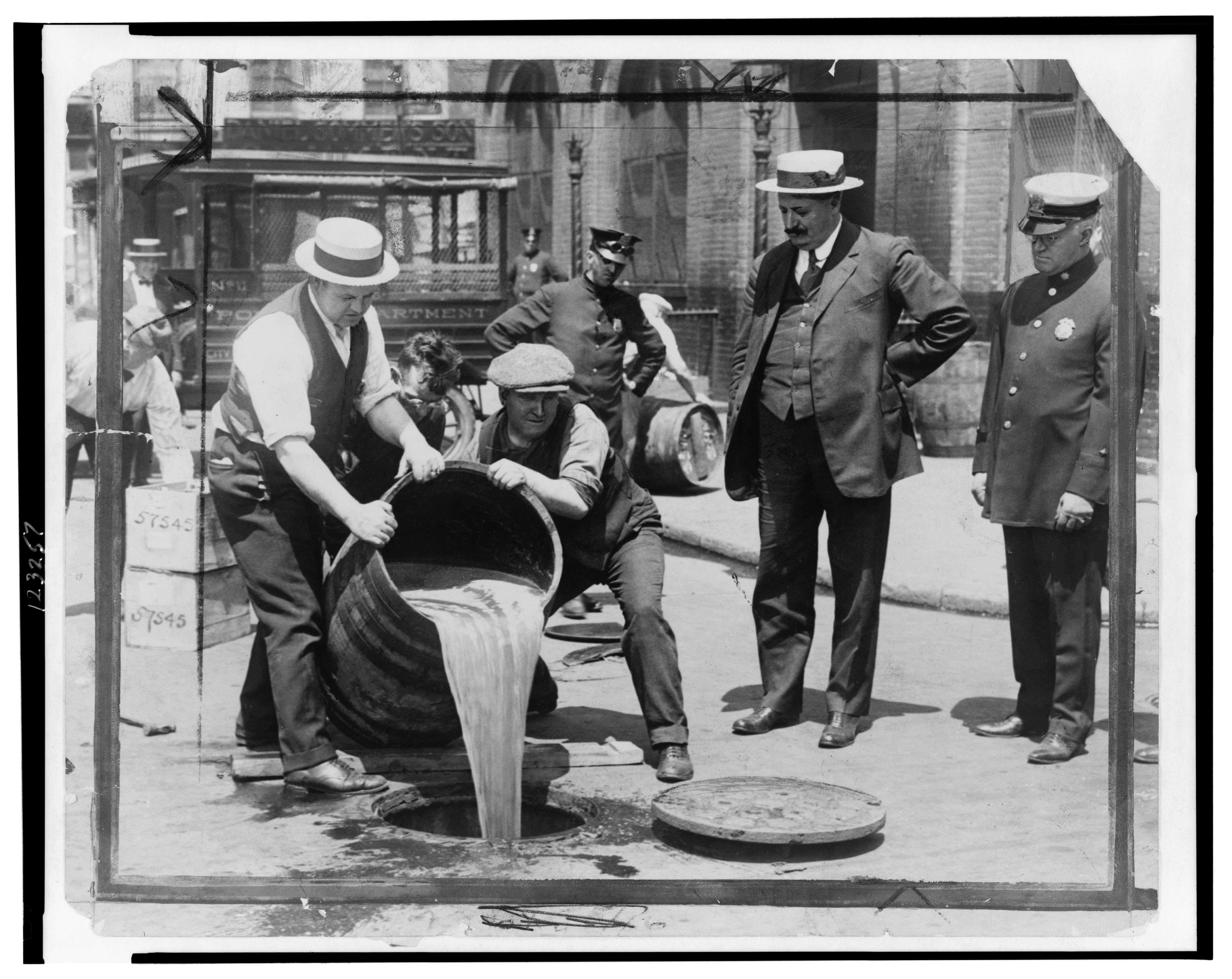
Úřední likvidace piva za prohibice v USA

Termín se užívá pro snahu o úplný zákaz alkoholických nápojů ve 20. letech 20. století ve Spojených státech amerických. Už před první světovou válkou se vytvořily v Americe nátlakové skupiny (např. Svaz křesťanských žen), které požadovaly zákaz pití a distribuce alkoholu – tvrdily, že alkohol je droga, která ničí rodinný život a vede ke zločinnosti. V roce 1919 byl schválen tzv. Volsteadův zákon (Volstead Act), který definoval alkoholické nápoje včetně výjimek, a 16. ledna 1919 byl rovněž ratifikován 18. dodatek americké ústavy, který prohibici zavedl. Účinek byl ovšem přesně opačný; místo snížení zločinnosti a abstinence se začalo pít ještě víc a zločinnost narůstala nevídaným tempem. Vznikly gangy zabývající se pašováním alkoholu do USA. Až na samotný zločinecký vrchol se prodral – dnes už téměř legendární – gangster jménem Al Capone sídlící v Chicagu. Toto město se stalo známým centrem všeho zločinu; od pašování přes vyloupení bank až po vraždy na objednávku, jako byl např. Masakr na den svatého Valentýna, kdy vrazi gangu Al Caponeho převlečení za policisty vystříleli konkurenční gang. Volsteadův zákon způsobil, že lidé pili prakticky všechno, o čem se domnívali, že obsahuje alkohol, což mělo za následek mnoho otrav alkoholem. Situace se zklidnila až v roce 1931, kdy byl Al Capone zatčen za neplacení daní a odsouzen do Alcatrazu – známého ostrovního vězení. Prohibice úplně skončila v roce 1933 v situaci, kdy v USA bylo 3× více tajných barů než v roce 1919. Protože prohibice byla zavedena ústavním dodatkem, musela být také Jedenadvacátým dodatkem Ústavy Spojených států amerických zrušena; jedná se o jediný dosud zrušený dodatek.

## Severské státy

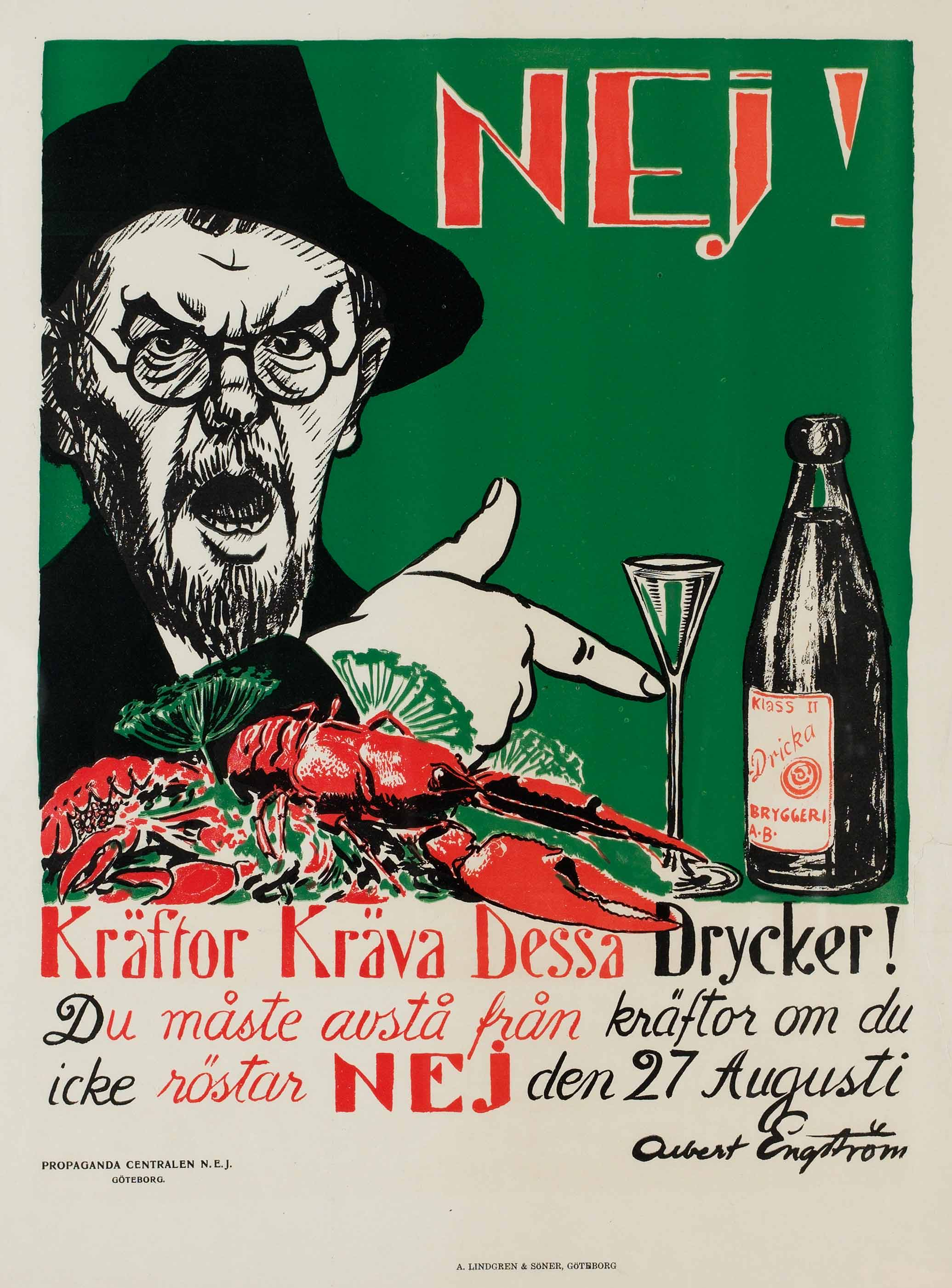
Plakát ke švédskému referendu o prohibici v roce 1922

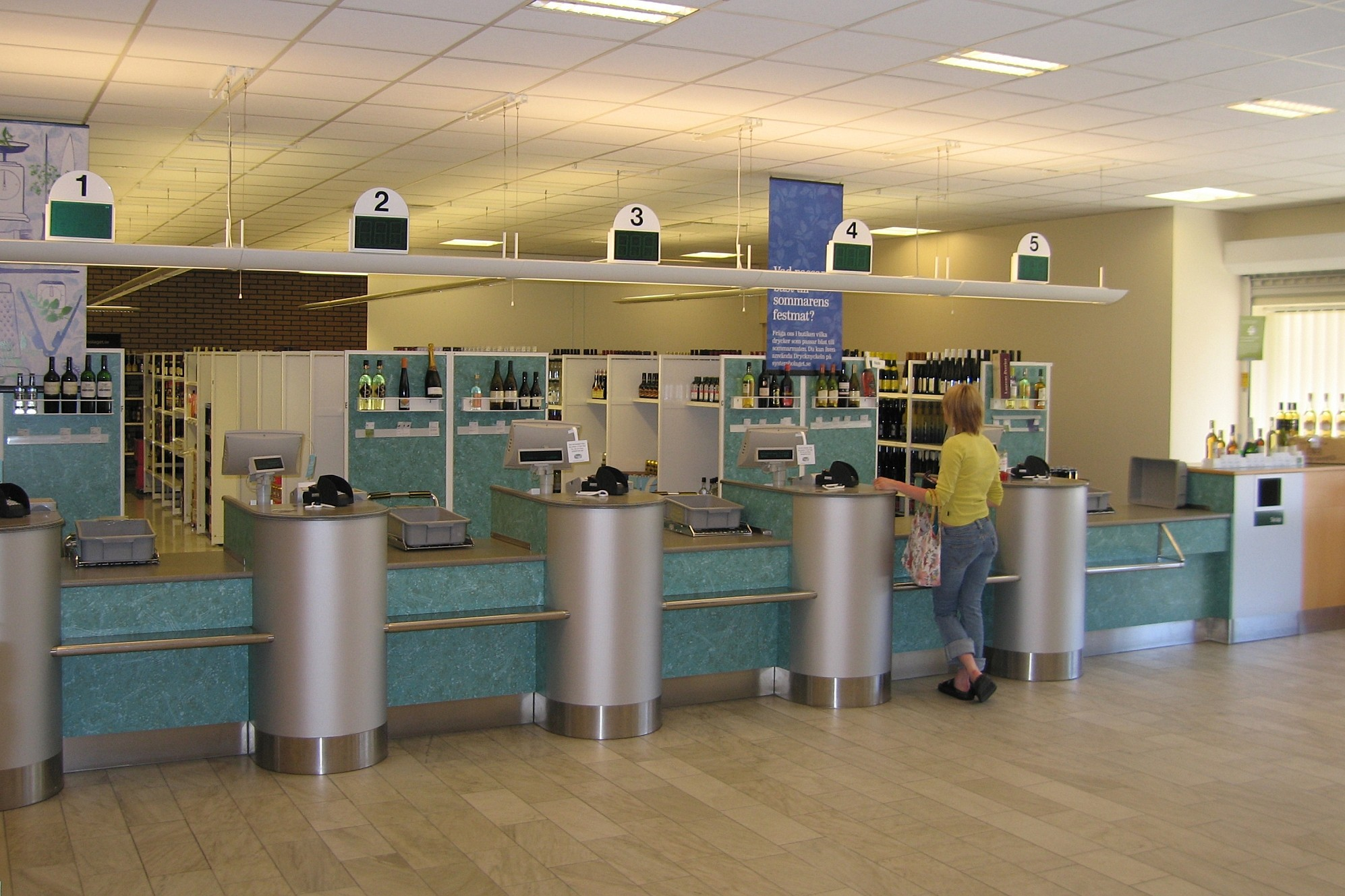
Severské obchody mají přepážkový nebo samoobslužný systém prodeje. Na snímku švédský Systembolaget s přepážkovým systémem, zákazník si vybere zboží z katalogu v prodejně a u přepážky je obsloužen.

V současnosti stále funguje omezený přístup k alkoholu v severských státech kromě Dánska. Alkoholické nápoje se tam prodávají jen v řetězcích státem vlastněných specializovaných prodejen. Otevírací doba nenahrává víkendovým večírkům, např. norský Vinmonopolet zavírá v sobotu už v 15:00 a v neděli neotevírá vůbec. Alkohol je vysoce zdaněn. Tato opatření severských vlád vedou k omezení spotřeby alkoholu, která je tradičně vyšší než v jiných oblastech světa.[zdroj?] Obyvatelé těchto států nicméně využívají několik způsobů, jak se k levnému alkoholu dostat. Patří mezi ně například „alkoholové výlety“ trajekty, na jejichž palubě je možné popíjet bez celní přirážky. Populární jsou i „večírkové“ návštěvy Estonska. Na Islandu byl do roku 1989 zakázán prodej a distribuce piva.
Ve Finsku byla zakázána výroba domácích pálenek v roce 1866. V referendu pak Finové odhlasovali prohibici, která trvala v letech 1919–1932.

### Severské specializované prodejny
- Alko – Finsko
- Vinmonopolet – Norsko
- Vínbúð – Island
- Systembolaget – Švédsko

## Prohibice v Polsku
V roce 1982 bylo zavedeno omezení, kdy se alkoholické nápoje včetně piva mohly prodávat až po 13. hodině. Toto opatření trvalo až do listopadu 1990. Důsledkem byly fronty před obchody s nápoji před třináctou hodinou, také pracovní obědy se přesunuly na dobu po 13. hodině, což zůstalo do současnosti. Kromě toho také poklesl prodej alkoholu a výrobny měly přebytky, což dle tehdejšího televizního vystoupení tajemníka krakovského výboru PSDS Jerzeho Hausnera mělo výrobce donutit zvýšit kvalitu produkce.

## Prohibice v Česku
Zákaz prodeje tvrdého alkoholu a vína byl v Československu za komunismu obvyklý při každých volbách. Tento zvyk přetrval i v prvních letech po pádu komunismu. V Česku byla vyhlášena částečná prohibice na dobu parlamentních voleb v roce 1992, kdy byly ze zákazu prodeje vyjmuty pouze desetistupňová a slabší piva. V roce 1994 pak došlo k vyhlášení prohibice na dobu komunálních voleb v hlavním městě Praze.
Dne 14. září 2012 bylo kvůli vlně otrav metylalkoholem vyhlášeno ministerstvem zdravotnictví mimořádné opatření spočívající v zákazu prodeje, nabízení a distribuce silnějších alkoholických nápojů. Nařízením byl na časově neurčitou dobu zakázán prodej nápojů s obsahem alkoholu 20 % a více. Prohibici ukončilo rozhodnutí ministerstva zdravotnictví ke dni 31. říjnu 2013.

## Další státy
Snahy bojovat proti alkoholismu prohibicí se opakovaně objevují v Rusku. Např. moskevská radnice zakázala od 1. září 2010 prodej vodky a dalších lihovin mezi 22:00 a 10:00. Podobné omezení platí i na Ukrajině, ale týká se jen obchodů a stánků, v restauracích nebo barech neplatí.
Omezený přístup k alkoholu platí i v některých islámských a buddhistických státech.